# Estación de Los Ángeles de San Rafael
Los Ángeles de San Rafael es un apeadero ferroviario situado en la localidad de Los Ángeles de San Rafael, perteneciente al municipio español de El Espinar, en la provincia de Segovia, comunidad autónoma de Castilla y León. Forma parte de la línea Villalba-Segovia, por la cual presta servicio la línea 53 de Media Distancia Madrid-Segovia con servicios Regionales cadenciados gestionados por Renfe Media Distancia que dan continuidad a la línea ferroviaria desde Cercedilla hasta Segovia, enlazando con la línea C-8 de Cercanías Madrid.

## Situación ferroviaria
Pertenece a la línea férrea 110 de la red ferroviaria española que une Villalba con Segovia, pk 40,8. El tramo es de vía única, en ancho ibérico y está electrificado. Esta línea continuaba hasta Medina del Campo pero el tramo Medina del Campo-Segovia fue cerrado en 1993 alegando falta de rentabilidad económica. Está a 1281 metros de altitud, entre las estaciones de Otero de Herreros y de La Estación de El Espinar. 

## Historia
Cuando se inauguró el tramo Villalba-Segovia de la línea Villalba-Segovia-Medina del Campo en 1888, no se dispuso de ninguna parada en la zona. El apeadero tiene su origen en el desarrollo urbanístico de la zona entre finales de los años 60 y principio de los 70. Tiempo después, con motivo de la excavación de la trinchera para la autopista AP-6, se desplazó la parada algunos metros de su primitiva ubicación. Cuenta con un andén lateral al que accede la vía principal. 

## Servicios ferroviarios

### Media Distancia
Los servicios de media distancia de Renfe con parada en la estación cubren el trayecto Madrid-Segovia. El nivel de frecuencia es muy escaso desde la supresión de varios servicios en mayo de 2013, reduciéndose oficialmente a tres servicios por sentido. Sin embargo, desde marzo de 2020 se redujeron provisionalmente aún más estos servicios debido al Estado de Alarma declarado por la pandemia de COVID-19 en España, dejándose en sólo dos trenes diarios por sentido de vía y con el interrogante del momento en el que Renfe volverá a restablecer la totalidad de los servicios, ya que la empresa pública manifiesta que las frecuencias se irán aumentando progresivamente conforme vaya aumentando la demanda de los viajeros, algo difícil de conseguir con tan solo dos servicios por sentido. Es necesario hacer un trasbordo en la estación de Cercedilla si se quiere prolongar el viaje hacia/desde Madrid.
| Línea MD | Trenes   | Origen/Destino                     |  | Destino/Origen |
| -------- | -------- | ---------------------------------- |  | -------------- |
| 53       | Regional | Madrid-Atocha Cercanías Cercedilla |  | Segovia        |